# フェニルアセトアルデヒドデヒドロゲナーゼ
フェニルアセトアルデヒドデヒドロゲナーゼ（phenylacetaldehyde dehydrogenase）は、フェニルアラニン代謝酵素の一つで、次の化学反応を触媒する酸化還元酵素である。
フェニルアセトアルデヒド + NAD+ + H2O {\displaystyle \rightleftharpoons } フェニル酢酸 + NADH + 2 H+
反応式の通り、この酵素の基質はフェニルアセトアルデヒドとNAD+と水、生成物はフェニル酢酸とNADHとH+である。
組織名はphenylacetaldehyde:NAD+ oxidoreductaseである。